# Lista de regiões de Portugal por PIB per capita
Esta é uma lista demostrando o Produto interno bruto per capita de cada uma das sete regiões portuguesas, ordenadas pela região e ano, mostrando os valores de cada ano desde 2011. Os dados baseiam-se nas estatísticas oficiais do Instituto Nacional de Estatística.
| Posição | Posição          | Região                       | PIB per capita, em € (2021) | Poder de compra (Portugal = 100%) | Variação (%, desde 2020) | Variação (números, desde 2020) |
| Em 2021 | Comparada a 2020 | Região                       | PIB per capita, em € (2021) | Poder de compra (Portugal = 100%) | Variação (%, desde 2020) | Variação (números, desde 2020) |
| ------- | ---------------- | ---------------------------- | --------------------------- | --------------------------------- | ------------------------ | ------------------------------ |
| 1       | (0)              | Área Metropolitana de Lisboa | 26 665 €                    | 127,9 %                           | 6,68 %                   | 1 669 €                        |
| 2       | (0)              | Região do Algarve            | 21 173 €                    | 101,6 %                           | 8,79 %                   | 1 711 €                        |
| 3       | (0)              | Região do Alentejo           | 19 575 €                    | 93,9 %                            | 10,14 %                  | 1 802 €                        |
| 4       | (0)              | Região da Madeira            | 19 300 €                    | 92,6 %                            | 10,21 %                  | 1 788 €                        |
| 5       | (0)              | Região do Centro             | 18 372 €                    | 88,1 %                            | 6,01 %                   | 1 042 €                        |
| 6       | (0)              | Região dos Açores            | 18 263 €                    | 87,6 %                            | 6,38 %                   | 1 096 €                        |
| 7       | (0)              | Região do Norte              | 18 166 €                    | 87,1 %                            | 7,08 %                   | 1 201 €                        |
|         |                  | Portugal                     | 20 847 €                    | 100 %                             | 7,06 %                   | 1 374 €                        |